# Ponte San Francesco
Il ponte San Francesco è un'opera infrastrutturale situata a Verona lungo il fiume Adige.

## Storia e descrizione
Questo ponte, che prende il nome dal vicino bastione di San Francesco, opera difensiva realizzata nel Cinquecento dal celebre architetto veronese Michele Sanmicheli, è l'unico di Verona ad essere intitolato ad un santo. Venne costruito nel 1930 su progetto dell'architetto torinese Arturo Midana, che l'anno precedente aveva realizzato ponte Catena, tanto che il disegno e la struttura simili ne dimostrano la medesima paternità. Inaugurato il 28 ottobre 1930, venne minato e fatto esplodere dai tedeschi in fuga la notte tra il 24 e il 25 aprile 1945, insieme a tutti gli altri ponti di Verona. Un nuovo ponte venne pertanto ricostruito in forme simili nel dopoguerra e inaugurato il 26 gennaio 1950: il ponte, a tre arcate, era lungo 112 metri e largo 14.
Divenuto uno degli attraversamenti più trafficati sul fiume Adige a Verona, indagini approfondite hanno rilevato notevoli carenze dal punto di vista strutturale oltre che la presenza di gravi danni localizzati, per questo motivo il ponte è stato oggetto di un intervento di ristrutturazione avvenuto tra il 2011 e il 2012. La soluzione adottata ha visto il rinnovamento completo delle strutture in calcestruzzo armato della sovrastruttura oltre che il ripristino delle arcate inferiori; è stato inoltre allargato il piano stradale, per cui la larghezza del ponte è stata portata a 19,9 metri, con quattro corsie dedicate al traffico automobilistico e ai lati due piste ciclopedonali che sono state realizzate a sbalzo sul fiume, ancorate alla struttura del ponte mediante due archi metallici inclinati che si innestano sulle spalle e sulle pile.